# مونتريال وست
مونتريال كويست (بالإنجليزية: Montreal West, Quebec)‏ هي بلدية محلية في كيبيك تقع في كندا في Urban agglomeration of Montreal. يقدر عدد سكانها بـ 5,085 نسمة ومساحتها 1.40 كم2.